# Circoscrizione Francia orientale
La Circoscrizione orientale è stato uno dei collegi elettorali in cui è stata suddivisa la Francia per le elezioni del Parlamento europeo. Essa coincide con l'area coperta dalle ex regioni di Alsazia, Borgogna, Champagne-Ardenne, Franca Contea e Lorena.
Il collegio comprendeva una popolazione di circa 8 200 000 abitanti, e ha eletto 10 europarlamentari tra il 2004 e il 2009, poi ridotti a 9 tra il 2009 e il 2019 (con una rappresentanza di 1 parlamentare ogni 820 000 abitanti).